# Miss Ecuador

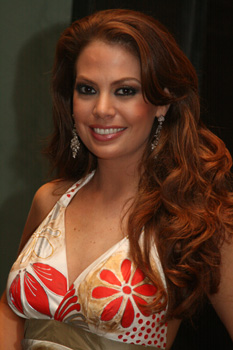
Valeska Saab, TOP16 középdöntős a Miss World 2007 versenyen.

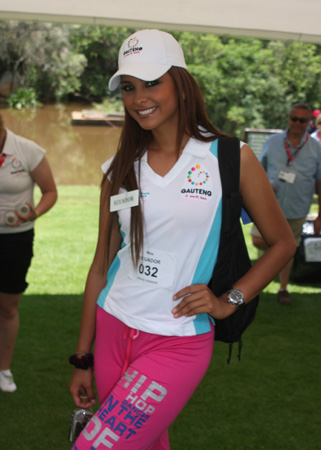
Marjorie Cevallos, Miss World 2008 résztvevő

A Miss Ecuador hagyományos megszólítása az ecuadori szépségversenyek győzteseinek. Az országban két évenkénti megrendezésű szépségversenyt szerveznek meg:
- Miss Ecuador: 1930-ban alapított verseny, ami a Miss Universe, Miss World és Miss International versenyekre küld ecuadori jelöltet.
- Miss Tierra Ecuador: 2003-ban alapított versenye, melynek a győztese a Miss Earth versenyen vesz részt.

## Miss Ecuador
Az első Miss Ecuador versenyt 1930-ban rendezték meg, a győztese Sara Chacón volt Guayas tartományból. Ezután azonban egészen 1955-ig nem rendeztek szépségversenyt az országban.
A verseny során Ecuador tartományait képviselik a versenyzők, de nem feltétel, hogy abban a tartományban éljenek, amit képviselnek. A verseny során a Miss Ecuador Universo cím mellett, mely a Miss Universe versenyen való részvételre jogosít, a Miss World és Miss International versenyre utazó jelölteket is kiválasztják. A Miss Ecuador verseny fő szponzora a Yanbal kozmetikai márka.

### Győztesek
A Miss Ecuador verseny győztesei, és eredményük a Miss Universe versenyen. 1967-ben és 1974-ben a győztes a Miss World versenyen vett részt.
| Év   | Győztes                  | Tartomány  | Város      | Eredmény          |
| ---- | ------------------------ | ---------- | ---------- | ----------------- |
| 1955 | Leonor Carcache          | Guayas     | Guayaquil  |                   |
| 1956 | Mercedes Flores          | Guayas     | Guayaquil  |                   |
| 1957 | Patricia Benítez         | Guayas     | Guayaquil  |                   |
| 1958 | Alicia Vallejo           | Chimborazo | Riobamba   |                   |
| 1959 | Carlota Ayala            | Guayas     | Guayaquil  |                   |
| 1960 | Isabel Rolando           | Pichincha  | Quito      |                   |
| 1961 | Yolanda Palacios         | Guayas     | Guayaquil  |                   |
| 1962 | Elaine Ortega            | Guayas     | Guayaquil  |                   |
| 1963 | Patricia Córdova         | Guayas     | Guayaquil  |                   |
| 1964 | Tanya Klein              | Guayas     | Guayaquil  |                   |
| 1965 | Patricia Ballesteros     | Guayas     | Guayaquil  |                   |
| 1966 | Martha Cecilia Andrade   | Guayas     | Guayaquil  |                   |
| 1967 | Laura Baquero Palacios   | Pichincha  | Quito      |                   |
| 1968 | Priscilla Alava          | Guayas     | Guayaquil  |                   |
| 1969 | Rossana Vinueza          | Guayas     | Guayaquil  |                   |
| 1970 | Zoila Montesinos         | Manabí     | Jipijapa   |                   |
| 1971 | Ximena Moreno            | Pichincha  | Quito      |                   |
| 1972 | Susana Castro            | Pichincha  | Quito      |                   |
| 1973 | Patricia Rivadeneira     | Azuay      | Cuenca     |                   |
| 1974 | Silvia Jurado Estrada    | Guayas     | Playas     |                   |
| 1975 | Ana María Wray           | Guayas     | Guayaquil  |                   |
| 1976 | Gilda Plaza              | Guayas     | Guayaquil  |                   |
| 1977 | Lucía Hernandez          | Manabí     | Chone      |                   |
| 1978 | Mabel Cevallos           | Guayas     | Guayaquil  |                   |
| 1979 | Anita Plaza              | Guayas     | Guayaquil  |                   |
| 1980 | Leslie Rivas             | El Oro     | Machala    |                   |
| 1981 | Lucía Vinueza            | Guayas     | Guayaquil  | Top12 középdöntős |
| 1982 | Jacqueline Burgos        | Guayas     | Guayaquil  |                   |
| 1983 | Mariela García           | Manabí     | Portoviejo |                   |
| 1984 | Leonor Gonzembach        | Guayas     | Guayas     |                   |
| 1985 | María Elena Stangl       | Guayas     | Guayaquil  |                   |
| 1986 | Verónica Sevilla         | Pichincha  | Quito      |                   |
| 1987 | María del Pilar Barreiro | Pichincha  | Quito      |                   |
| 1988 | Cecilia Pozo             | Guayas     | Guayaquil  |                   |
| 1989 | Maria Eugenia Molina     | Guayas     | Guayaquil  |                   |
| 1990 | Jessica Nuñez            | Guayas     | Guayaquil  |                   |
| 1991 | Diana Neira              | Guayas     | Guayaquil  |                   |
| 1992 | Soledad Diab             | Guayas     | Guayaquil  |                   |
| 1993 | Arianna Mandini          | Guayas     | Guayaquil  |                   |
| 1994 | Mafalda Arboleda         | Guayas     | Guayaquil  |                   |
| 1995 | Radmila Panzic           | Manabí     | Manta      |                   |
| 1996 | Mónica Chalá             | Pichincha  | Quito      |                   |
| 1997 | María José Lopez         | Pichincha  | Quito      |                   |
| 1998 | Soraya Hogonaga          | Pichincha  | Quito      |                   |
| 1999 | Carolina Alfonso         | Pichincha  | Quito      |                   |
| 2000 | Gabriela Cadena          | Guayas     | Guayaquil  |                   |
| 2001 | Jessica Bermudez         | Guayas     | Guayaquil  |                   |
| 2002 | Isabel Ontaneda          | Pichincha  | Quito      |                   |
| 2003 | Andrea Jácome            | Guayas     | Guayaquil  |                   |
| 2004 | Susana Rivadeneira       | Pichincha  | Quito      | Top10 középdöntős |
| 2005 | Ximena Zamora            | Pichincha  | Quito      |                   |
| 2006 | Catalina López           | Guayas     | Guayaquil  |                   |
| 2007 | Lugina Cabezas           | Pichincha  | Quito      |                   |
| 2008 | Domenica Saporitti       | Guayas     | Guayaquil  |                   |
| 2009 | Sandra Vinces            | Manabí     | Portoviejo |                   |
| 2010 | Lady Mina                | Guayas     | Guayaquil  |                   |
| 2011 | Claudia Schiess          |            |            |                   |

### Miss World versenyzők
A Miss World versenyen néhány kihagyással 1960 óta vesz részt Ecuador. A legjobb eredményük egy 7. helyezés volt 1986-ban.
| Év   | Miss World Ecuador                    | Tartomány     | Város         | Helyezés           |
| ---- | ------------------------------------- | ------------- | ------------- | ------------------ |
| 1960 | María Rosa Rodríguez Váscones         | Guayas        | Guayaquil     |                    |
| 1961 | Magdalena Dávila González             | Pichincha     | Quito         |                    |
| 1962 | Elaine Ortega Hougen                  | Guayas        | Guayaquil     |                    |
| 1964 | Maria de Lourdes Anda Vallejo         | Guayas        | Guayaquil     |                    |
| 1965 | Corine Mildred Corral                 | Pichincha     | Quito         |                    |
| 1966 | Alexandra Vallejo Klaere              | Guayas        | Guayaquil     |                    |
| 1967 | Laura Elena Baquero Palacios          | Pichincha     | Quito         |                    |
| 1968 | Marcia Virginia Ramos Christiansen    | Guayas        | Guayaquil     |                    |
| 1969 | Ximena Aulestia Díaz                  | Pichincha     | Quito         |                    |
| 1970 | Sofia Virginia Monteverde Nimbriotis  | Guayas        | Guayaquil     | Top 15 középdöntős |
| 1971 | Maria Cecilia Gómez Buenaventura      | Guayas        | Guayaquil     |                    |
| 1972 | Patricia Falcon                       | Pichincha     | Quito         |                    |
| 1974 | Silvia Aurora Jurado Estrada          | Guayas        | Playas        |                    |
| 1976 | Marie Clare Fontaine Velasco          | Guayas        | Guayaquil     |                    |
| 1977 | Lucía del Carmen Hernandez Quiñonez   | Manabí        | Chone         |                    |
| 1978 | Antonieta Cecilia Campodonico Aguirre | Guayas        | Guayaquil     |                    |
| 1979 | Olba Lourdes Padilla Guevara          | Guayas        | Guayaquil     |                    |
| 1980 | Gabriela Maria Catelina Rios Roca     | Guayas        | Guayaquil     |                    |
| 1981 | Lucia Isabel Vinueza Urjelles         | Guayas        | Guayaquil     |                    |
| 1982 | Gianna Machiavello González           | Guayas        | Guayaquil     |                    |
| 1983 | Martha Lascano Salcedo                | Guayas        | Guayaquil     |                    |
| 1984 | Maria Sol Corral Zambrano             | Azuay         | Azuay         |                    |
| 1985 | Maria del Pilar De Veintemilla Russo  | Pichincha     | Quito         |                    |
| 1986 | Alicia Gisela Cucalón Macas           | Guayas        | Guayaquil     | 7. helyezett       |
| 1987 | Cecilia Pozo Caminer                  | Guayas        | Guayaquil     |                    |
| 1988 | Cristina Elena López Villagómez       | Guayas        | Guayaquil     |                    |
| 1989 | Ximena Paulett Correa Jarre           | El Oro        | Machala       |                    |
| 1991 | Suanny Denise Bejarano López          | Guayas        | Guayaquil     |                    |
| 1992 | Stephanie Krumholz De Menezes         | Guayas        | Guayaquil     |                    |
| 1993 | Danna Saab Saab                       | Guayas        | Guayaquil     |                    |
| 1994 | Diana Margarita Noboa Gordon          | Guayas        | Guayaquil     |                    |
| 1995 | Ana Fabiola Trujillo Parker           | Guayas        | Guayaquil     |                    |
| 1996 | Jennifer Lynn Graham Dumani           | Guayas        | Guayaquil     |                    |
| 1997 | Clío Olaya Frías                      | Esmeraldas    | Esmeraldas    |                    |
| 1998 | Vanessa Natalia Graf Alvear           | Guayas        | Guayaquil     |                    |
| 1999 | Sofia Morán Trueba                    | Manabí        | Manta         |                    |
| 2000 | Ana Dolores Murillo Sánchez           | Manabí        | Portoviejo    |                    |
| 2001 | Carla Revelo Pérez                    | Pichincha     | Quito         |                    |
| 2002 | Jessica Angulo                        | Santo Domingo | Santo Domingo |                    |
| 2003 | Mayra Katty Rentería Matamba          | Esmeraldas    | Esmeraldas    |                    |
| 2004 | Cristina Reyes Hidalgo                | Guayas        | Guayaquil     |                    |
| 2005 | Marielisa Marques Gutiérrez           | Guayas        | Guayaquil     |                    |
| 2006 | María Rebeca Flores Jaramillo         | Azuay         | Cuenca        |                    |
| 2007 | Valeska Alexandra Saab Gómez          | Guayas        | Guayaquil     | Top 16 középdöntős |
| 2008 | Marjorie Cevallos Vera                | Guayas        | Guayaquil     |                    |
| 2009 | María Gabriela Ulloa Quiñones         | Esmeraldas    | Esmeraldas    |                    |
| 2010 | Ana Mercedes Galarza Añazco           | Tungurahua    | Ambato        |                    |
| 2011 | Maria Veronica Vargas                 |               |               |                    |

### Miss International versenyzők
Bár Ecuador már a legelső, 1960-as Miss International versenyen részt vett, 1972 és 2002 között mégsem küldött versenyzőt a rendezvényre. A legjobb eredményük 2008-ban egy TOP12-be jutás volt.
| Év   | Miss Internacional Ecuador           | Tartomány  | Város      | Helyezés           |
| ---- | ------------------------------------ | ---------- | ---------- | ------------------ |
| 1960 | Magdalena Davila Varela              | Pichincha  | Quito      |                    |
| 1961 | Elaine Ortega Hougen                 | Guayas     | Guayaquil  |                    |
| 1962 | Margarita Arosemena Gómez            | Guayas     | Guayaquil  | Top 15 középdöntős |
| 1963 | Tania Valle Moreno                   | Guayas     | Guayaquil  |                    |
| 1964 | María Agustina Mendoza Veléz         | Manabí     | Santa Ana  |                    |
| 1965 | María Eugenia Mosquera Banados       | Guayas     | Guayaquil  |                    |
| 1967 | Laura Elena Baquero Palacios         | Pichincha  | Quito      |                    |
| 1968 | Enriqueta Valdez Fuentes             | Guayas     | Guayaquil  |                    |
| 1969 | Alexandra Swanberg                   | Guayas     | Guayaquil  |                    |
| 1970 | Lourdes Hernández                    | Pichincha  | Quito      | Top 15 középdöntős |
| 1971 | Susana Castro Jaramillo              | Pichincha  | Quito      |                    |
| 1972 | Lucia del Pilar Hernandez            | Manabí     | Manta      |                    |
| 2002 | Isabel Cristina Ontaneda Pinto       | Pichincha  | Quito      |                    |
| 2004 | Irene Andrea Zunino García           | Guayas     | Guayaquil  |                    |
| 2005 | Bianca María Salame Avilés           | Guayas     | Guayaquil  |                    |
| 2006 | Denisse Elizabeth Rodriguez Quiñónez | Pichincha  | Quito      |                    |
| 2007 | Jessica Maena Ortíz Campos           | Esmeraldas | Esmeraldas |                    |
| 2008 | Jennifer Stephanie Pazmiño Saldaña   | Guayas     | Guayaquil  | Top 12 középdöntős |
| 2009 | Isabela Chiriboga Valdivieso         | Pichincha  | Quito      |                    |
| 2010 | Andrea Suárez Melgar                 | Loja       | Loja       |                    |
| 2011 | Maria Fernanda Cornejo               |            |            |                    |

## Miss Tierra Ecuador
Ecuador először 2003-ban vett részt a Miss Earth versenyen. A verseny szervezője a Diosas Escuela de Misses ügynökség, melynek a vezetője Jose Hidalgo. Az ország legjobb eredménye 2010-ben egy második helyezés.

### Győztesek
A táblázat a Miss Tierra Ecuador győzteseit, államukat és szülővárosukat, valamint a Miss Earth versenyen elért helyezésüket mutatja be.
| Év   | Győztes                            | Tartomány | Város       | Helyezés                     |
| ---- | ---------------------------------- | --------- | ----------- | ---------------------------- |
| 2003 | Isabel Cristina Ontaneda Pinto     | Pichincha | Quito       |                              |
| 2004 | Maria Luisa Barrios Landivar       | Guayas    | Guayaquil   |                              |
| 2005 | Cristina Eugenia Reyes Hidalgo     | Guayas    | Guayaquil   | Top 16                       |
| 2006 | María Magdalena Stahl Hurtado      | Carchi    | San Gabriel |                              |
| 2007 | María Verónica Ochoa Crespo        | Azuay     | Cuenca      |                              |
| 2008 | Andrea Carolina León Janzso        | El Oro    | Machala     |                              |
| 2009 | Diana Nataly Delgado Balseca       | Manabí    | Manta       |                              |
| 2010 | Jennifer Stephanie Pazmiño Saldaña | Guayas    | Guayaquil   | Miss Earth-Air (2. helyezés) |

## Fordítás
- Ez a szócikk részben vagy egészben  a   Miss Ecuador című angol Wikipédia-szócikk ezen változatának fordításán alapul.  Az eredeti cikk szerkesztőit annak laptörténete sorolja fel. Ez a jelzés csupán a megfogalmazás eredetét és a szerzői jogokat jelzi, nem szolgál a cikkben szereplő információk forrásmegjelöléseként.
- Ez a szócikk részben vagy egészben  a   Miss Ecuador Earth című angol Wikipédia-szócikk ezen változatának fordításán alapul.  Az eredeti cikk szerkesztőit annak laptörténete sorolja fel. Ez a jelzés csupán a megfogalmazás eredetét és a szerzői jogokat jelzi, nem szolgál a cikkben szereplő információk forrásmegjelöléseként.